# Günter Henrion
Günter Henrion (* 1933 in Berlin; † 8. September 2024) war ein deutscher Chemiker und Professor an der Humboldt-Universität Berlin.

## Leben und Wirken
Henrion studierte an der Humboldt-Universität Berlin von 1952 bis 1959 Chemie. In seiner Diplomarbeit konstruierte er eine thermoanalytische Waage, wobei sein ausgeprägtes experimentelles und theoretisches Geschick deutlich erkennbar wurde. In seiner Doktorarbeit untersuchte er Katalysatoren mit thermoanalytischen Methoden. Dabei wurde er betreut von Heinrich Bremer und Günther Rienäcker. Seine Habilitation erlangte Henrion bei Ernö Pungor an der Universität Veszprem in Ungarn.
In den 1970er und 1980er Jahren etablierte Henrion in der Sektion Chemie der HU Berlin eine Arbeitsgruppe die vier Forschungsrichtungen pflegte:
- Atomspektroskopie,

- Chromatographie,

- Elektroanalytik und später auch die

- Chemometrie.

1990 wurde Günter Henrion zum Professor an der Humboldt-Universität ernannt. Unter seinen wissenschaftlichen Schülern und Enkelschülern sind allein in Deutschland vier Professoren.